# Niels Holstein Kaa
Niels Holstein Kaa (født 7. januar 1986) er en dansk filminstruktør.

## Filmografi
- Kærester (2016)
- Livø (2016)
- Natten er ung (2014)
- Sidste weekend (2013)
- Wanker (2012)